# Рип ван Винкль (мини-сериал)
Рип ван Винкль — немой короткометражный сериал из 8 фильмов. Снимался близ Баззардс-Бэй в США.

## Серии
| № | Название                                                        | Дата премьеры        | Количество метров | IMDb      |
| - | --------------------------------------------------------------- | -------------------- | ----------------- | --------- |
| 1 | «Тост Рипа» Rip’s Toast                                         | 1 сентября 1896 года | 7                 | ID0000111 |
| 2 | «Рип встречает гнома» Rip Meeting the Dwarf                     | 1 сентября 1896 года | 7                 | ID0000109 |
| 3 | «Выход Рипа и гнома» Exit of Rip and the Dwarf                  | 1 сентября 1896 года | 7                 | ID0000076 |
| 4 | «Рип покидает своё спальное место» Rip Leaving Sleepy Hollow    | 1 сентября 1896 года | 7                 | ID0000108 |
| 5 | «Тост Рипа за Гудзона и команду» Rip’s Toast to Hudson and Crew | 1 сентября 1896 года | 7                 | ID0000112 |
| 6 | «20 лет сна Рипа» Rip’s Twenty Years' Sleep                     | 1 сентября 1896 года | 7                 | ID0000113 |
| 7 | «Пробуждение Рипа» Awakening of Rip                             | 1 сентября 1896 года | 7                 | ID0000036 |
| 8 | «Рип переходит через холм» Rip Passing Over the Mountain        | 1 сентября 1896 года | 7                 | ID0000110 |

Все серии попали в Библиотеку Конгресса.